# Gouvernement Paasch III
Pour les articles homonymes, voir Gouvernement Paasch.
Paasch III est le nom du gouvernement de la Communauté germanophone de Belgique formé par une coalition tripartite, associant le parti communautaire ProDG, les démocrates chrétiens du CSP et les libéraux du PFF.
Ce gouvernement doit être institué à la suite des élections régionales et communautaires du 9 juin 2024 et a succédé au Gouvernement Paasch II le 1er juillet 2024. 
Pour la première fois depuis 1990, le SP ne fera pas partie de la coalition gouvernementale. Le CSP marquera également son retour au sein de l'exécutif communautaire après être resté dans l'opposition depuis 1999.

## Composition du gouvernement[1]
| Fonction                                                                                        | Titulaire | Titulaire         | Titulaire         | Parti |
| ----------------------------------------------------------------------------------------------- | --------- | ----------------- | ----------------- | ----- |
| Ministre-président Ministre des Pouvoirs locaux, de l'Aménagement du territoire et des Finances |           | Oliver Paasch     | Oliver Paasch     | ProDG |
| Vice ministre-président Ministre de l'Enseignement, de la Formation et de l'Emploi              |           | Jérôme Franssen   | Jérôme Franssen   | CSP   |
| Ministre de la Culture, du Sport, du Tourisme et des Médias                                     |           | Gregor Freches    | Gregor Freches    | PFF   |
| Ministre de la Famille, des Affaires sociales, du Logement et de la Santé                       |           | Lydia Klinkenberg | Lydia Klinkenberg | ProDG |